# Cédric Pineau
Cédric Pineau (Migennes, 8 maggio 1985) è un ex ciclista su strada ed ex ciclocrossista francese, professionista dal 2007 al 2017. È figlio dell'ex professionista, Franck.

## Palmarès

### Strada
- 2006 (dilettanti)

Circuit méditerranéen
Grand Prix d'Antibes
Troyes-Dijon
- 2007 (Roubaix, una vittoria)

Troyes-Dijon
- 2010 (Roubaix, due vittorie)

Parigi-Troyes
6ª tappa Tour de Bretagne (Huelgoat > Iffendic

## Piazzamenti

### Grandi Giri
- Giro d'Italia

2015: 121º
- Tour de France

2012: 133º
2014: 102º
2016: ritirato (9ª tappa)
- Vuelta a España

2013: 103º
2014: 77º

### Classiche monumento
- Giro delle Fiandre

2008: ritirato
2009: ritirato
- Parigi-Roubaix

2009: ritirato
- Liegi-Bastogne-Liegi

2011: ritirato
2017: ritirato
- Giro di Lombardia

2012: ritirato